# Souk Ahras
Souk Ahras là một đô thị thuộc tỉnh Souk Ahras, Algérie. Dân số thời điểm năm 2002 là 116.745 người.